# Han Zhangdi
Kaiser Zhang von Han (chinesisch 漢章帝, Pinyin Hàn Zhāng Dì, W.-G. Han Chang-ti; * 57; † 88), Geburtsname Liú Dá, war von 75 bis 88 n. Chr. Kaiser der Han-Dynastie.
Kaiser Zhang erwies sich als engagierter und eifriger Herrscher. Er reduzierte die Steuern und ließ keine Staatsangelegenheit außer Acht. Er kürzte auch die Ausgaben der Regierung und förderte den Konfuzianismus. Unter seiner Herrschaft erlebten Kultur und Gesellschaft in China eine derartige Blüte, dass seine Herrschaft und die seines Vaters Kaiser Ming als Goldenes Zeitalter der Späteren Han-Dynastie betrachtet wird.
Unter Kaiser Zhang führte der General Ban Chao chinesische Truppen nach Westen bis ans Kaspische Meer und in die heutige Ukraine. Er stellte direkten Kontakt mit dem Partherreich her und schickte möglicherweise sogar eine Gesandtschaft nach Rom.
Nach Kaiser Zhangs Herrschaft begann das Reich der Han-Dynastie, durch innere Machtkämpfe zwischen den Beamten, den Eunuchen und den kaiserlichen Familien langsam zu verfallen.

## Familiärer Hintergrund
Der damalige Prinz Da wurde im Jahr 57 als Sohn des damaligen Kronprinzen Liu Zhuang und seiner Gemahlin Jia geboren. Die Lieblingsgemahlin des Kronprinzen, Frau Ma, war ihre Tante mütterlicherseits. Da sie selbst keine Söhne hatte, adoptierte sie Frau Jias Sohn. Prinz Da wuchs darum als Sohn von Frau Ma auf, aber weil er seine leibliche Mutter kannte, fühlte er sich eher als ihr Sohn.
Kaiser Guangwu, Liu Das Großvater, starb noch im Jahr seiner Geburt, und Kronprinz Zhuang folgte ihm als Kaiser Ming auf den Thron. Im Jahr 60 erhob er auf Drängen seiner Mutter Yin Lihua seine Gemahlin Ma zur Kaiserin und Liu Da zum Kronprinzen, obwohl er vier ältere Brüder hatte.

## Als Kronprinz
Über die Laufbahn des Kronprinzen Da ist nicht viel bekannt. Er wurde in den Klassikern der konfuzianischen Literatur unterrichtet (die Vier Klassischen Romane und Fünf Klassiker) und darin von seiner Adoptivmutter unterstützt, zu der er eine innige Verbindung hatte. Außerdem standen ihm seine Onkel der Ma-Sippe nahe.
Im Jahre 75 starb Kaiser Ming, und Liu Da folgte ihm im Alter von 18 Jahren als Kaiser Zhang auf den Thron nach. Kaiserin Ma erhielt den Titel der Kaiserinmutter.

## Frühe Regierung mit der Kaiserinmutter
Kaiser Zhang arbeitete als Herrscher genauso hart wie sein Vater, aber er war milder und nachsichtiger. Er suchte fähige Beamten aus und beförderte sie. Der Kaiser selbst führte ein sparsames Leben. Er hatte ein bescheidenes Gemüt und ehrte besonders die älteren Beamten, die schon seinem Vater und Großvater gedient hatten.
Auf Anraten des Beraters Yang Zhong (楊終) und des Premierministers Diwu Lun (第五倫) entschied sich Kaiser Zhang im Jahre 76, die Feldzüge in Xiyu (heutiges Xinjiang und Zentralasien) aufzugeben, die sein Vater begonnen hatte. Der dort stationierte General Ban Chao hielt jedoch die Präsenz des Han-Reiches in Xiyu für essentiell. Er weigerte sich, seine Truppen zurückzuziehen, bis der Kaiser schließlich nachgab und Ban Chao für die weiteren Kampagnen in Xiyu verantwortlich machte.
Weil seine Onkel der Ma-Sippe ihm nahestanden, wollte Kaiser Zhang sie schon zu Beginn seiner Herrschaft zu Markgrafen ernennen. Kaiserinmutter Ma lehnte dies zwar einige Zeit ab, weil sie es für unangebracht hielt, aber der Kaiser entschied sich im Jahr 79, seine Mutter zu ignorieren. Er ernannte seine Onkel zu Markgrafen, obwohl diese darum baten, wenigstens nur das entsprechende Amt und nicht den Titel zu erhalten.
Im Jahre 77 nahm der Kaiser seine Nichte Dou zur Gemahlin und erhob sie ein Jahr später zur Kaiserin.
Kaiserinmutter Ma, die ihren Sohn bis dahin konstruktiv beraten hatte, starb im Jahre 79. Auch jetzt wagte Kaiser Zhang es nicht, seine leibliche Mutter Jia zur Kaiserinmutter zu ernennen; er gestattete ihr lediglich das Leben und den Unterhalt einer Prinzessin.

## Intrigen der Dou-Sippe
Nach dem Tod seiner Mutter blieb Kaiser Zhang eifrig um Frieden und Wohlstand bemüht, aber Streitigkeiten zwischen den Sippen seiner Gemahlinnen, besonders mit der Dou-Sippe, destabilisierten allmählich die Regierung.
Kaiserinmutter Ma hatte zu ihren Lebzeiten zwei Töchter Song Yangs (宋楊) zu Konkubinen für Kaiser Zhang erwählt. Die ältere Konkubine Song gebar 78 einen Sohn namens Liu Qing. Weil Kaiserin Dou keinen Sohn hatte, wurde Liu Qing im folgenden Jahr Kronprinz. Die Song-Schwestern standen in der Gunst der Kaiserinmutter.
Kaiserin Dou adoptiert im selben Jahr (79) den Sohn der Konkubine Liang, Liu Zhao. Mit ihrer Mutter und ihren Onkeln verschwor sich die Kaiserin, um ihren Adoptivsohn Kronprinz werden zu lassen. Nach dem Tod der Kaiserinmutter klagte sie die Konkubinen Song fälschlich der Hexerei an. Kaiser Zhang war empört und verbannte den Kronprinzen Liu Qing aus dem Palast. Die Song-Schwestern ließ er von dem Eunuchen Cai Lun verhören. Im Gefängnis vergifteten sie sich. Kronprinz Qing wurde abgesetzt und stattdessen zum Prinzen von Qinghe ernannt; Liu Zhao wurde Kronprinz. Die zwei Brüder standen dennoch stets in gutem Verhältnis zueinander. Kaiserin Dou verleumdete nun auch Liu Zhaos leibliche Mutter, Konkubine Liang, und ihre Schwester. Sie verloren die Gunst Kaiser Zhangs und starben bald darauf, nachdem ihr Vater im Gefängnis verstorben war.
Mit dem Ausschalten der Konkubinen hatte der Aufstieg der Dou-Sippe begonnen. Im Jahr 83 fand der Kaiser außerdem heraus, dass seine Ma-Vettern die Gesetze missachteten. Aus Unwillen schickte er ihre Väter, seine Onkel in ihre Marken zurück. Nun konnte die Dou-Sippe, besonders Dou Xian und Dou Du (竇篤), am Hof die Macht übernehmen. Dies war das erste Mal in der Geschichte der Han-Dynastie, dass die Familie der Kaiserin mehr Macht innehatte, als die der Kaiserinmutter. Diese Entwicklung stellte sich für die folgenden Generationen als Faktor für die Korruption heraus.

## Späte Regierung
Kaiser Zhangs Fleiß und Offenheit blieb von den höfischen Intrigen unberührt. So waren im Jahre 84 die Studenten Kong Xi (孔僖) und Cui Yin (崔駰) angeklagt, Kaiser Wu und damit auch Kaiser Zhang kritisiert zu haben. Kong Xi schickte dem Kaiser einen Brief mit seiner Verteidigung, und Kaiser Zhang akzeptierte. Er machte Kong Xi sogar zu einem Beamten der Verwaltung.
Im Jahre 86 brach erstmals ein Aufstand der Qiang-Stämme aus. Er wurde zwar rasch niedergeschlagen, aber in den folgenden Jahrzehnten sollten sich die Qiang immer wieder gegen die korrupte Zivilverwaltung des Han-Reiches erheben und zum Niedergang der Dynastie beitragen.
Kaiser Zhang starb im Jahre 88. Kronprinz Zhao folgte ihm als Kaiser He nach.

## Familie
- Vater: Kaiser Ming von Han, dessen fünfter Sohn
- leibliche Mutter: Jia
- Adoptivmutter: Kaiserin Ma
- Gemahlin: Kaiserin Dou
- Konkubinen
  - Dou, Schwester der Kaiserin Dou
  - Song, Mutter von Liu Qing
  - Song, Schwester der vorigen
  - Liang, Mutter von Liu Zhao
  - Liang, Schwester der vorigen
  - Sheng, Mutter von Liu Shou und Liu Kai
- Kinder
  - Liu Kang (劉伉), 79 Prinz Jen von Qiancheng († 94)
  - Liu Quan (劉全), 79 Prinz Dao von Pingchun († 79)
  - Liu Qing (劉慶), ursprünglich Kronprinz, später Prinz Xiao von Qinghe, Vater von Kaiser An
  - Liu Zhao (劉肇), Kronprinz, später Kaiser He
  - Liu Shou (劉壽), 90 Prinz Hui von Jibei († 121)
  - Liu Kai (劉開), 90 Prinz Xiao von Hejian († 132)
  - Liu Shu (劉淑), 90 Prinz Huai von Chengyang († 95)
  - Liu Wansui (劉萬歲), 93 Prinz Shang von Guangzong († 93)
  - Liu Nan (劉男), 80 Prinzessin Wude
  - Liu Wang (劉王), 80 Prinzessin Pingyi
  - Liu Ji (劉吉), 94 Prinzessin Yin'an

| Vorgänger | Amt                    | Nachfolger |
| --------- | ---------------------- | ---------- |
| Ming      | Kaiser von China 75–88 | He         |

| Personendaten    | Personendaten             |
| ---------------- | ------------------------- |
| NAME             | Han Zhangdi               |
| ALTERNATIVNAMEN  | Liu, Zhao; Muzong; Xiaohe |
| KURZBESCHREIBUNG | Kaiser der Han-Dynastie   |
| GEBURTSDATUM     | 57                        |
| GEBURTSORT       | China                     |
| STERBEDATUM      | 88                        |
| STERBEORT        | China                     |